# Luis Montero Álvarez
Luis Montero Álvarez, alias Sabugo (Casorvida, España, 30 de abril de 1908 - desaparecido en Francia, marzo de 1950) fue un comunista español, secretario general del PCE clandestino en el campo de concentración de Mauthausen-Gusen desde 1943 hasta su liberación, en mayo de 1945, y máximo representante del PCE en Asturias entre 1948 y 1950.

## Infancia y juventud
Fue el tercero de un total de trece hermanos, nacidos en el seno de una familia de ferroviarios. Su padre, Francisco Montero Castañón era muy conservador, somatén de la Compañía de Ferrocarriles del Norte, y además muy religioso. En 1925 la familia se mudó a vivir a Oviedo, la capital de la provincia. Luis Montero entró a trabajar como aprendiz de fogonero en el Depósito de Máquinas de la Estación Norte de Oviedo. Allí, seguramente, entró en contacto con las corrientes revolucionarias que eran el pan nuestro de cada día en los centros fabriles de todo el país. En 1931 se afilió a la UGT, y en 1936 al PCE, aunque, según él mismo cuenta en una autobiografía escrita para el partido, ya trabajaba a las órdenes del PCE en 1934, durante la revolución de octubre de 1934 "a las órdenes del Comité Revolucionario del Depósito de Máquinas cuyo responsable era Juan Ambou".

## Guerra Civil
Al estallar la guerra civil española, se incorporó a filas como miliciano. Durante un corto periodo de tiempo formó parte de la columna Damián, que luego pasó a llamarse Sangre de Octubre, y en noviembre de 1936 entró a formar parte del Batallón de Ametralladoras de Posición número 204 o Batallón Ferroviario, por estar formado mayoritariamente por empleados del ferrocarril. Luis Montero actuó primero como teniente de la primera compañía, y a partir del 20 de febrero de 1937, fecha en la que ascendió a capitán, se convirtió en ayudante del comandante Claudio Martín Barco, en la 4.ª División, realizando, además, labores de juez instructor del Tribunal Popular de dicha división, puesto que desempeñó hasta el final de la guerra en el norte.

## Segunda Guerra Mundial
Tras el hundimiento del frente norte, estuvo escondido en Asturias en casa de familiares hasta que en agosto de 1939, decidió escapar a Francia. Cruzó nadando el Bidasoa y fue detenido en Francia, e internado en el campo de Gurs, en los Pirineos Atlánticos. En enero de 1940 fue enviado desde el campo de Gurs a Montreuil-Bellay (Marne-et-Loire) con la 184.ª compañía de trabajadores, consignada a Meron por el Ministerio de Defensa francés para construir una fábrica de pólvora. 
En junio de 1940, con la invasión de Francia por parte de los alemanes, fue liberado de la compañía y alcanzó Burdeos a pie. Allí se puso de nuevo en contacto con el PCE a través de Félix Llanos. En diciembre de 1941 se desplazó a Orleans, y allí se convirtió en responsable de la dirección local del partido y, además, servía de enlace entre Orleans y la dirección del partido en la Francia ocupada que se encontraba en París, con Emilio Nadal a la cabeza. En algún momento de 1941, seguramente a finales, Montero dio el salto definitivo a París. 
Luis entró a formar parte de las FTP-MOI desde su creación en julio de 1942, aunque ya desde diciembre de 1941 había sido, junto con José Miret del PSUC (Partido Socialista Unificado de Cataluña), jefe del aparato militar de la Resistencia española en la zona ocupada. Luis Montero realizó numerosas labores de sabotaje contra los alemanes, lo cual le puso en el punto de mira de las fuerzas del orden. A finales de noviembre de 1942, Luis Montero fue detenido por la policía francesa en una redada de gran envergadura. Un total de cuarenta inspectores llevaron a cabo veintiocho detenciones, la mayoría eran cuadros a cargo de la propaganda y la lucha armada. Tras ser interrogado bajo tortura, Luis Montero fue enviado a la cárcel de La Santé, en el distrito XIV de París. Al mes de estar allí, la Gestapo le fue a buscar y le trasladaron a la cárcel de Fresnes, a 11 kilómetros de París. De la prisión de Fresnes fue trasladado al fuerte de Romainville el 24 de febrero de 1943. De esta cárcel salió encadenado el 27 de marzo de 1943 rumbo a la deportación, a uno de los campos de concentración más duros del sistema alemán.

## Deportación al campo de Mauthausen
Los prisioneros partieron de la Gare de l’Est de París a bordo de vagones de viajeros, haciendo escala en Trèves, donde se les cambió a vagones de correos, con destino final al campo de concentración de Mauthausen, en Austria. Todo apunta a que antes de la llegada de Luis Montero al campo, los comunistas españoles ya se habían organizado para asegurarse de que no iba a parar a la cantera, donde le habría esperado una muerte segura. Según Mariano Constante, su fama de luchador en la resistencia le había precedido. Citando sus propias palabras, "Nos dijeron que Luis era un pez gordo y que había que protegerlo". Luis entró a trabajar en la armería del campo y fue nombrado secretario general del PCE en el mismo. Fue, además, "el alma del Aparato Militar Internacional", un grupo secreto organizado por prisioneros de todas las nacionalidades.
El campo fue liberado el 5 de mayo de 1945 y Luis Montero regresó a París el 19 del mismo mes. Fue condecorado con la Medalla de la Resistencia y con la Cruz de Guerra con Estrella Roja. Inmediatamente tras su regreso a París, su puso a las órdenes del Buró Político del PCE.

## Entrada en España de clandestino. Detención
En mayo de 1948 fue enviado por el partido a una misión clandestina a España, donde entró en contacto con el grupo de guerrilleros de Manolo, alias "Caxigal", y se convirtió en el mayor representante del partido en Asturias. A finales de enero de 1950 fue detenido en Gijón por la Guardia Civil. Tras días de torturas, informó a sus captores dónde estaba el refugio de los guerrilleros, seguramente con la esperanza de que hubieran escapado, como dictaban las premisas más básicas de la lucha clandestina. Sin embargo, aquellos guerrilleros tenían tal confianza en su fortaleza física que seguían escondidos en el mismo lugar. El 7 de febrero de 1950 el grupo de Manolo, el Caxigal, el último grupo importante de guerrilleros de Asturias, fue abatido por la Guardia Civil. Luis Montero fue llevado a la batida en pleno corazón de la montaña asturiana, esposado a un guardia. Llegado este punto se abrió un gran abismo ante Luis Montero. Ante los cadáveres de los hombres a los que había venido a ayudar desde Francia y a los que, tras su detención, había contribuido a masacrar, Luis pasó de mártir en potencia, a traidor.

## Puesta en libertad y desaparición
El 14 de febrero de 1950 cayó la familia de Paxumal, en Blimea, que habían colaborado con la guerrilla. No está claro que la delación saliese de Luis Montero, ya que en el refugio donde cayeron abatidos los guerrilleros del grupo de Caxigal la Guardia Civil había encontrado mucha documentación. Además, habían detenido a personaje oscuro y misterioso llamado Luis el Largo que también pudo colaborar con las fuerzas policiales y que, como Luis Montero, fue, de alguna manera, protegido por la Guardia Civil, ya que no existe una causa contra él; y en la causa de la familia del Paxumal hay ciertas irregularidades que apuntan a que se trataba de un testigo protegido.
La familia de Luis Montero, que tuvo una enorme influencia en su puesta en libertad por ser muy afectos al régimen, perdió su pista en Madrid, a mediados de marzo de 1950. Por unos informes custodiados en los archivos del PCE se sabe que Montero regresó al seno del partido en Francia, seguramente a dar explicaciones sobre su comportamiento en Asturias y su relación con lo que él llamó en los informes "la caída de la peña" (el lugar donde se escondía el grupo de Manolo Caxigal se conoce aún como "La Peña de los Fugaos"). Se cree que Luis Montero pudo ser ejecutado por el partido en Francia, probablemente a finales de marzo o a principios de abril de 1950. Nunca se encontró su cuerpo.
Varios autores, entre ellos Enrique Líster, Eduardo Pons Prades y Vicente López Tobar afirman que Montero fue eliminado por orden de Santiago Carrillo. No son los únicos que afirman que el histórico dirigente comunista llevó a cabo purgas en sus filas durante los años cuarenta y cincuenta. También Paul Preston, en su biografía sobre Carrillo, así lo hace constar.